# Pelargoderus salomonum
Pelargoderus salomonum är en skalbaggsart som beskrevs av Stefan von Breuning 1962. Pelargoderus salomonum ingår i släktet Pelargoderus och familjen långhorningar. Inga underarter finns listade i Catalogue of Life.